# قائد أعلى
القائد الأعلى مصطلح سياسي يشير إلى القائدية العٌظمى لشخص كزعيم لدولة بعينها أو لولاية، أو لمنظمة أو لأي مجموعة أخرى تكون تحت سيطرة ذاك الشخص، ويكون تنصيبه للقيادة باختيار أو بإجبار «المنقادين» لديه (الأتباع).
يرضي هذا الدور بشكل عام من قبل شخص يعتبر ممثلاً أو مظهرًا للإله أو الآلهة على الأرض أو الولي أو الكاهن. وفي السياسة، عادة ما يكون للقائد الأعلى المثل العليا مثل ما يلي:
- أدولف هتلر (فوهرر) في ألمانيا النازية
- بينيتو موسوليني (دوتشي) في مملكة إيطاليا
- هيروهيتو (إمبراطور اليابان) في إمبراطورية اليابان
- جوزيف ستالين (فوزد) في الاتحاد السوفيتي
- قائمة قادة كوريا الشمالية
- قائد الباراماونت في الصين
- الامين العام للحزب الشيوعي في الدول الشيوعية
- المرشد الأعلى للثورة الإسلامية في إيران

كان هناك العديد من الدكتاتوريين وقادة الأحزاب السياسية الذين أخذوا مثل هذه الألقاب الشخصية أو السياسية لإثارة سلطتهم العليا. فقد شهدت الحرب العالمية الثانية، على سبيل المثال، العديد من الشخصيات الفاشية والأخرى اليمينية المتطرفة التي تشكل حكمها على فوهرر هتلر أو شخصية دوتشي موسوليني. في أقصى اليسار، تبنى العديد من الزعماء الشيوعيين [على سبيل المثال] تبني عناوين «الأسمى» و / أو اتباع مثال فوزد ستالين.

## الأصل اللغوي
«قائِدٌ» أصلها من الفعل الماضي «قاد»: يَقُود، قُدْ، قَوْدًا وقيادًا وقِيادَةً قيْدًا، فهو قائِد، والمفعول مَقُود
جمع: قَادَةٌ ، قُوَّادٌ. (عسك). [ ق ود ]. (فاعل من قَادَ).
1. . :- قَائِدُ الْكَتِيبَةِ الْعَسْكَرِيَّةِ:- : مَنْ يَقُودُهَا وَيَتَحَكَّمُ فِي سَيْرِهَا وَحَرَكَاتِهَا وَتَخْضَعُ لِأَوَامِرِهِ.
2. . :- الْقَائِدُ الأَعْلَى لِلْقُوَّاتِ الْمُسَلَّحَةِ:- : الْمَلِكُ، رَئِيسُ الدَّوْلَةِ.
3. . :- قَائِدُ الْمِنْطَقَةِ الْجَنُوبِيَّةِ:-: حَاكِمُهَا وَالْمَسْؤُولُ عَنْهَا.[1]

«أَعْلَى» (فعل)
1. . :-أعلى يُعلي، أَعْلِ، إعلاءً، فهو مُعلٍ، والمفعول مُعلًى
2. . :-أعْلَى الشيء: صعِده
3. . :-أعْلَى الشيءَ: رَفَعَهُ وجعلَهُ عاليا.[2]